# Stadion ŠRC Bonifika
Das Stadion ŠRC Bonifika (voller Name: Stadion Športno rekreativni center Bonifika, deutsch Stadion Sport- und Freizeitzentrum Bonifika) ist ein Fußballstadion in der slowenischen Seehafenstadt Koper. Der ortsansässige Fußballverein FC Koper trägt in der Sportstätte seine Heimspiele aus. In der Saison 2017/18 trägt zudem der Lokalrivale NK Ankaran als Erstliga-Aufsteiger seine Heimspiele dort aus. Derzeit bietet das Stadion auf seinen vier Tribünen 4047 Sitzplätze.

## Geschichte
Das Stadion wurde im Jahr 1947 eröffnet und ist Teil des städtischen Sportkomplexes. Neben dem Stadion zählt dazu eine Leichtathletikanlage, eine Sporthalle, ein Hallenbad, Kunstrasenplätze, eine Tennisanlage, Volleyball- und Basketballplätze und ein Skatepark. Im Jahr 1962 erfolgte der erste Umbau. Zu der Zeit hatte das Stadion 3557 Plätze. Auf 4500 Plätze stieg die Kapazität bei der Erweiterung im Jahr 1996. Im Februar 2001 war die Fußballnationalmannschaft von Uruguay im Stadion zu einem Länderspiel gegen die Slowenen zu Gast. Das erste Länderspiel im Stadion endete mit einem 0:2 für die Südamerikaner.
Eine umfangreiche Erneuerung des Stadions fand 2010 statt. Die Sportstätte wurde den Anforderungen der UEFA angepasst. Die Haupt- wie die VIP-Tribüne hinter dem Tor sind mit einem Dach abgedeckt. Der Hintertorrang aus Stahlrohrtribünen im Westen besteht aus zwei Teilen. Hinter ihr ist eine große Videoanzeigetafel aufgestellt. In der Mitte des Ranges steht die Pressetribüne. Auf der Seite der Gegentribüne, ebenfalls aus Stahlrohr, liegen die beiden Ersatzbänke. Alle Ränge sind einheitlich mit neuen Kunststoffsitzen ausgestattet. Im Inneren wurden acht Umkleidekabinen eingerichtet. Die Masten der Flutlichtanlage ragen 43 Meter in die Höhe und haben eine Beleuchtungsstärke von 1200 Lux. Das Spielfeld wurde um 1,65 Meter erhöht. Der Umbau dauerte acht Monate und kostete die Stadt Koper neun Millionen Euro.

## Tribünen
- Gesamtzahl: 4047 Sitzplätze
- Haupttribüne, Ost: 1851 Sitzplätze
- Gegentribüne, West: 672 Sitzplätze
- VIP-Tribüne, Süd: 996 Sitzplätze
- Nordtribüne, zweiteilig: 528 Sitzplätze

## Länderspiele
- 28. Februar 2001:  Slowenien –  Uruguay 0:2 (Freundschaftsspiel)
- 17. November 2010:  Slowenien –  Georgien 1:2 (Freundschaftsspiel)
- 29. Februar 2012:  Slowenien –  Schottland 1:1 (Freundschaftsspiel)